# Problèmes environnementaux en Afrique australe
Les problèmes environnementaux en Afrique australe, sont liés au changement climatique, l'eau, la déforestation, la dégradation des terres et la pollution. La région de l'Afrique australe elle-même, à l'exception de l'Afrique du Sud, produit moins d'émissions de carbone, mais subit les impacts du changement climatique caractérisés par des changements dans les précipitations, des phénomènes météorologiques extrêmes et des températures élevées. En tentant de suivre le rythme du monde en développement et en essayant de répondre aux fortes demandes d'une population croissante, l'Afrique australe a épuisé ses nombreuses ressources, ce qui a entraîné de graves dommages environnementaux. Le bois et les produits de l'Afrique australe sont au cœur de son économie, et cette région est devenue dépendante de ces ressources. L'épuisement continu et le traitement inapproprié de leurs ressources naturelles ont conduit l'Afrique australe à l'état où elles se trouvent.

## Contexte
L'Afrique australe comprend des pays tels que : l'Angola, le Botswana, l'Eswatini, le Lesotho, le Malawi, le Mozambique, la Namibie, l'Afrique du Sud, la Zambie et le Zimbabwe.
Certains problèmes environnementaux qui affectent l'Afrique australe sont : la pollution de l'eau, la pollution de l'air, la dégradation des sols, la pollution par les déchets solides et la déforestation. Les dommages environnementaux affectent non seulement la santé de la population, mais aussi les espèces qui vivent dans la région, tout en contribuant au problème mondial du changement climatique.

## Problèmes d'eau
L'un des plus grands problèmes de l'Afrique australe est le manque d'eau potable. Selon la Convention des Nations Unies sur les changements climatiques sur l'Afrique du Sud en 2000, l'eau autour de l'Afrique est inégalement répartie, ce qui signifie que 60% de l'eau est située dans seulement 20 % des terres. Moins de 10 % des eaux de surface de l'Afrique australe sont accessibles et du fait que la majorité de leurs eaux souterraines se trouvent sous de grandes formations rocheuses, les eaux souterraines deviennent également difficiles d'accès. Le changement climatique et ses effets sur la température et les précipitations peuvent avoir un impact supplémentaire.
De nombreux Africains se déplacent vers les zones rurales, ajoutant aux demandes déjà élevées en eau potable et alors que les demandes augmentent considérablement, les réserves d'eau douce restent limitées. En plus de la forte demande, le barrage de Durban a diminué de 20 % depuis 2010, et jusqu'à 30 % de l'eau a été volée ou donnée illégalement par le biais du commerce international. Un examen de la disponibilité de l'eau en 1996 a estimé que le ruissellement de surface annuel moyen total était de 150 millions de mètres cubes, le rendement annuel potentiel maximal du système était de 33 290 millions de mètres cubes et les besoins annuels totaux en eau étaient de 20 045 millions de mètres cubes. Les besoins en eau pourraient augmenter d'environ 50 % d'ici 2030 (Direction des Eaux et Forêts, 2000).
Bien que l'Afrique du Sud ait l'eau la meilleure et la plus propre de tous les pays d'Afrique australe, beaucoup n'ont pas accès à un assainissement de base. La majorité de l'eau accessible en Afrique australe est impure, ce qui rend l'eau vulnérable aux maladies transmises par l'eau. Les maladies d'origine hydrique telles que l'hépatite A et l'hépatite E augmentent, tandis qu'une partie de l'eau devient si sale que des maladies telles que la fièvre typhoïde, la leptospirose, la bilharziose sont transmises par contact avec l'eau.

## Pollution environnementale

### Pollution de l'eau

#### Urbanisation
À mesure que la population de personnes se déplaçant vers les zones urbanisées augmente, les demandes d'approvisionnement alimentaire augmentent également. Afin de répondre à ces exigences élevées, l'utilisation de la fertilisation et de la contamination des eaux usées s'incline également. Les produits chimiques trouvés dans les engrais et les eaux usées peuvent provoquer des maladies, ce qui est nocif pour d'autres espèces dans l'environnement. Les maladies augmentent et peuvent provoquer des affections telles que : diarrhée, rhume des foins, éruptions cutanées, vomissements, fièvres, gastro-entérite, douleurs musculaires et articulaires et irritations oculaires.

#### Déversements de pétrole
L'Afrique du Sud est située à la pointe de l'Afrique australe. Cet emplacement rend l'Afrique du Sud très vulnérable aux marées noires. Des niveaux élevés de pétrole sont transportés du Moyen-Orient vers l'Europe et les États-Unis le long de la côte, ce qui fait que l'eau et l'écosystème de l'Afrique australe risquent d'être gravement endommagés. Il est donc sujet aux marées noires.

#### Extraction du charbon et son impact sur l'environnement

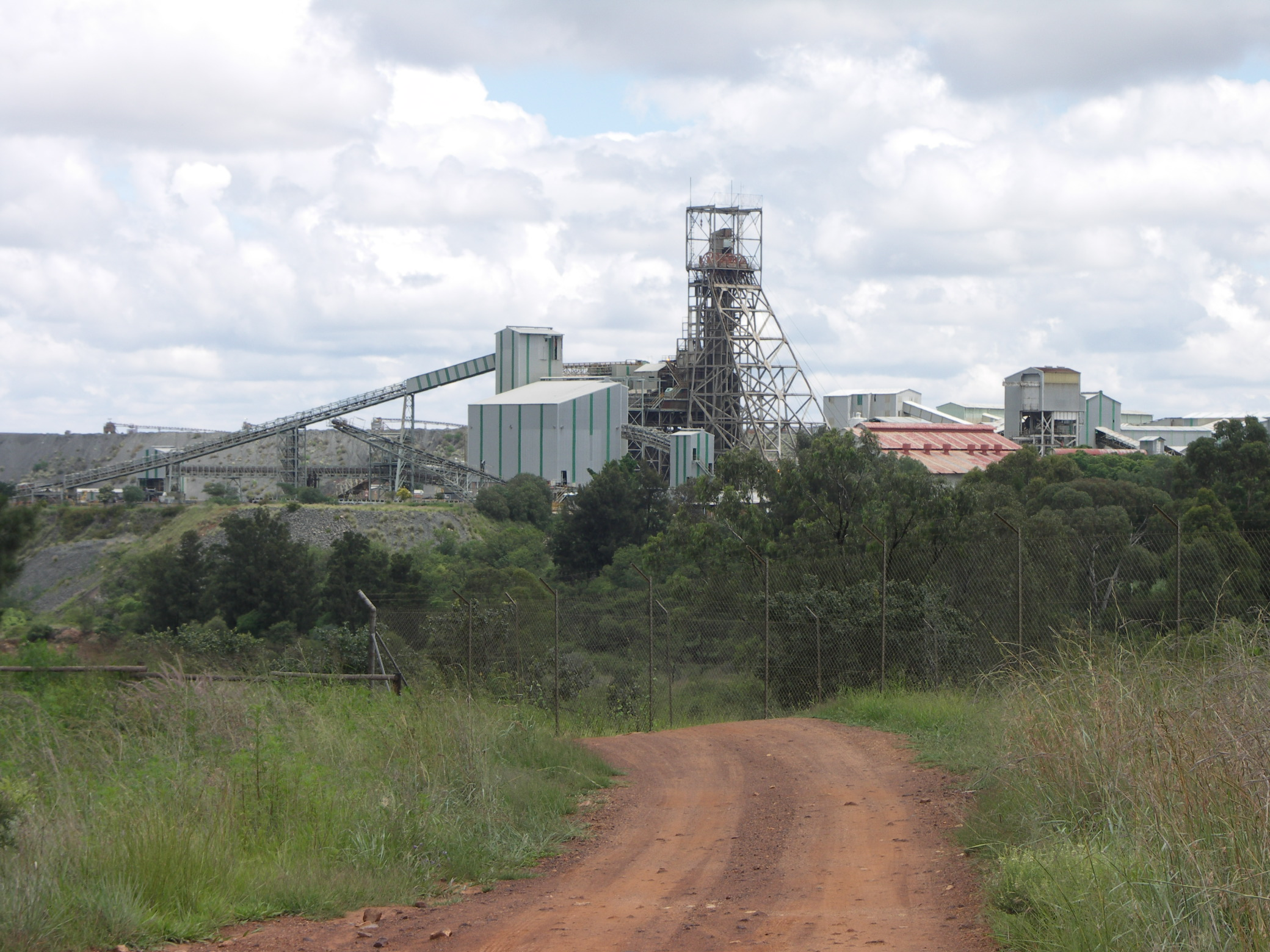
Afrique du Sud-Cullinan Premier Mine

L'extraction du charbon est l'une des principales sources d'énergie de l'Afrique australe, mais elle a un énorme impact négatif sur la qualité de l'eau, de l'air et du sol. Le drainage minier acide est le résultat de l'extraction excessive de charbon qui se produit. L'acide sulfurique est libéré de l'extraction du charbon, et bien que le processus de généralisation soit lent, le temps nécessaire à l'acide pour se neutraliser est tout aussi lent. Lorsqu'elle est propre, l'eau en excès est libérée des masses rocheuses qui sont brisées par l'exploitation minière, elle est mélangée à l'acide sulfurique, ce qui rend l'eau toxique. Cette eau toxique et contaminée tue les plantes et les animaux, tout en dissolvant l'aluminium et les minéraux lourds présents dans l'eau propre (augmentant le niveau de toxicité). Bien que les roches qui contiennent du carbonate de calcium soient capables de neutraliser l'eau acide, l'Afrique australe n'a pas les roches qui contiennent ces minéraux.

### Pollution de l'air

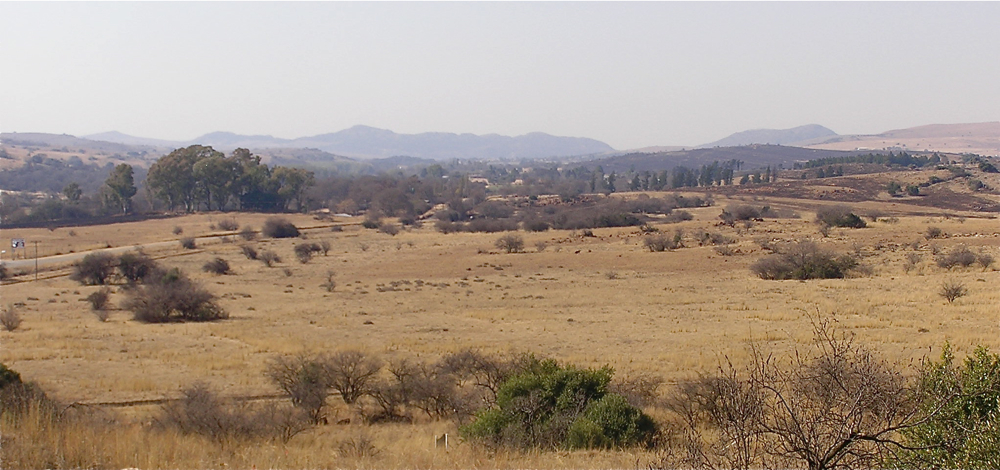
Highveld dans la province de Gauteng

L'Afrique australe connaît une mauvaise qualité de l'air ambiant et intérieur.
Dans cette région en développement, des carburants de qualité inférieure sont utilisés pour répondre aux fortes demandes en nourriture et en énergie.
Pendant l'hiver, les polluants sont piégés dans l'air en raison de la haute pression et sont incapables de se déplacer ou de se dissiper. En été, du fait de la basse pression, les polluants sont dissipés par une circulation instable. De nombreuses femmes cuisinent également à l'intérieur avec des combustibles fossiles, ce qui est la principale cause des problèmes de santé chez les femmes et les enfants.
75,2 % de l'énergie de l'Afrique australe provient des régions du Highveld, où 5 de ses 10 centrales électriques d'Eskom sont les plus grandes du monde. Les zones de Highveld sont au-dessus du niveau de la mer, ce qui rend le niveau d'oxygène inférieur de 20% au niveau d'oxygène de la côte. Il en résulte une combustion incomplète des combustibles fossiles, et une sévère inversion de température nocturne à se produire ; qui se traduit par des fumées emprisonnées dans l'air. 860 tonnes de SO 2 sont produites à partir de trois de leurs principales centrales électriques (Matla, Duvha et Arnot), « ce qui dépasse l'exposition de l'Organisation mondiale de la santé (OMS) à particules] normes de 180 mg.m-3 de 6 à 7 fois pendant les mois d'hiver (Annegarn et al. 1996 a,b) ». Cette forte concentration de pollution atmosphérique entoure la zone, ce qui la rend très dangereuse pour la santé.

### Détritus
Avec l'augmentation de la population et l'augmentation du nombre de personnes qui se déplacent vers les zones urbanisées, le nombre de déchets solides produits augmente. Le ministère sud-africain des affaires environnementales et du tourisme estime que plus de la moitié de la population sud-africaine ne dispose pas d'un traitement « adéquat » des déchets solides , au lieu de cela, les déchets sont souvent jetés, enterrés ou brûlés.

## Dégradation du sol
Avec la diminution de l'eau et les fortes demandes pour l'agriculture, les terres d'Afrique australe deviennent moins fertiles. Le changement climatique entraîne également une augmentation de l'évaporation de l'eau du sol, ce qui rend très difficile la production en Afrique australe. L'Afrique elle-même est située dans une zone où le climat est imprévisible, ce qui les rend vulnérables au changement climatique et alors que l'Afrique australe est semi-aride, elle les expose au risque de désertification.
La désertification provoque une augmentation de l'érosion des sols, ce qui rend difficile la croissance des plantes. Cela conduira à une alimentation non durable et mettra en danger la faune de l'Afrique australe. Au fil du temps, l'érosion des sols entraînera la récolte de plantes exotiques. Les plantes exotiques menacent les plantes indigènes et réduisent les zones de pâturage, ce qui contribue à l'érosion des sols.
Les terres de l'Afrique australe sont déjà surexploitées et surpâturées en raison des terres non distribuées de l'Afrique. Avec la combinaison de plantes exotiques et l'épuisement de leurs terres, les terres dégradées de l'Afrique australe sont irréparables. De nombreux pays utilisent la méthode d'irrigation comme moyen de prévenir la désertification et les sécheresses. Malheureusement, seulement 4 % de l'Afrique subsaharienne est équipée pour l'irrigation. Avec la diminution des précipitations et le manque d'irrigation, les terres et les sols de l'Afrique australe deviendront bientôt arides.